# بلدية ليغاتن
بلدية ليغاتن هي بلدية في لاتفيا، بلغ عدد سكانها 3,314  نسمة وذلك حسب إحصائيات سنة 2017.

## التقسيمات الإدارية
- ليغانتي.